# Ben Offereins

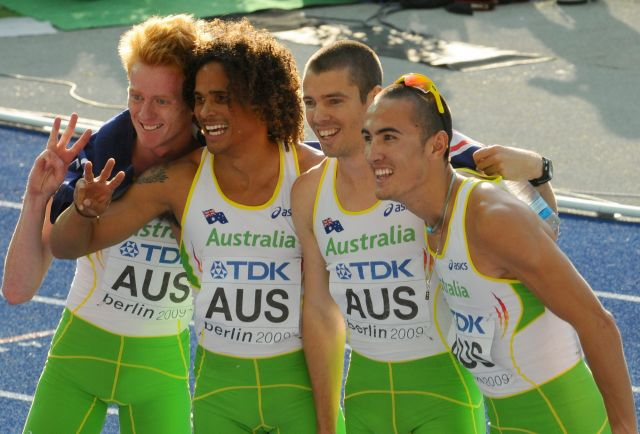
Ben Offereins (3. v. l.) bei den Weltmeisterschaften 2009 in Berlin

Ben Offereins (* 12. März 1986 in Sydney) ist ein ehemaliger australischer Leichtathlet, der bei den Weltmeisterschaften 2009 in Berlin die Bronzemedaille mit der 4-mal-400-Meter-Staffel gewann.
Offereins ist zwar in Sydney geboren, er wuchs aber in Perth auf. 2004 nahm er an den Juniorenweltmeisterschaften in Grosseto teil und schied dort über 400 Meter im Halbfinale aus, mit der australischen Staffel belegte er den siebten Platz. 2005 siegte Offereins bei den Australischen Meisterschaften über 400 Meter.
Nachdem Offereins weder bei den Weltmeisterschaften 2007 noch bei den Olympischen Spielen 2008 zur australischen Staffel gehörte, qualifizierte er sich 2009 für das Team. Zusammen mit Joel Milburn, Tristan Thomas und Sean Wroe qualifizierte er sich in 3:02,04 Minuten für das Finale. Nach einem Tausch und einer Umstellung lief die Staffel im Finale in der Aufstellung John Steffensen, Offereins, Thomas und Wroe; nach 3:00,90 Minuten gewann das Team Bronze hinter den Staffeln aus den Vereinigten Staaten und aus dem Vereinigten Königreich.
2010 gewann Offereins seinen zweiten australischen Meistertitel über 400 Meter, nachdem er kurz zuvor seine persönliche Bestzeit auf 44,86 s verbessert hatte. Beim Continentalcup 2010 in Split belegte er den sechsten Platz über 400 Meter und den vierten Platz mit der Staffel. Im Oktober 2010 nahm Offereins an den Commonwealth Games in Neu-Delhi teil und erreichte den siebten Platz über 400 Meter. 2012 trat er mit der australischen Staffel bei den Olympischen Spielen in London an, die Staffel schied aber im Vorlauf aus.
Bei einer Körpergröße von 1,82 Meter betrug sein Wettkampfgewicht 72 Kilogramm.